# Linea BMT Astoria
La linea BMT Astoria è una linea, intesa come infrastruttura, della metropolitana di New York a servizio del quartiere di Astoria, nel Queens. I services che attualmente la utilizzano sono le linee N e W.

## Storia
La linea Astoria era, originariamente, parte della linea IRT Queensboro, oggi conosciuta come linea IRT Flushing. Aperta il 1º febbraio 1917, era utilizzata dai treni che collegavano Astoria con Grand Central. Il servizio dell'Interborough Rapid Transit Company sulla linea Corona, oggi parte della linea Flushing, fu attivato invece due mesi dopo, il 21 aprile.
Il 23 luglio 1917, fu aperto il collegamento con la linea IRT Second Avenue, attraverso il ponte di Queensboro. All'epoca, i treni in superficie diretti a Queensboro Plaza utilizzavano la linea Astoria, i treni sotterranei utilizzavano invece la linea Corona; in seguito però i treni iniziarono ad alternare le linee.
Con l'apertura del 60th Street Tunnel il 1º agosto 1920, i treni della Brooklyn-Manhattan Transit Corporation poterono arrivare a Queensboro Plaza. Tuttavia, le stazioni sulle linee Astoria e Corona erano state costruite per il materiale rotabile dell'IRT, che era più piccolo rispetto a quello della BMT. Di conseguenza, i treni terminavano a Queensboro Plaza ed utilizzavano un binario ad est della stazione per dirigersi nuovamente verso Manhattan.
Dall'8 aprile 1923 la BMT attivò un servizio navetta lungo le linee Astoria e Corona, in aggiunta al servizio dell'IRT. Successivamente, il 23 giugno 1942, il collegamento con la linea IRT Second Avenue attraverso il ponte di Queensboro venne chiuso.
Nel 1948, il servizio dell'IRT sulla linea Astoria divenne la linea 8. Un anno dopo, il 17 ottobre 1949, la linea Flushing iniziò ad essere usata esclusivamente dall'IRT; le banchine sulla linea Astoria vennero quindi arretrate per permettere l'utilizzo del materiale rotabile della BMT e furono attivate due linee, la linea Brighton Local, attiva nei giorni feriali, e la linea Broadway-Fourth Avenue Local, sempre attiva.

## Percorso
| Unknown route-map component "uhKBHFa" |

| Unknown route-map component "hCONTgq" | Unknown route-map component "umhKRZhu" | Unknown route-map component "hCONTfq" |  |

| Unknown route-map component "uhBHF" |

| Unknown route-map component "uhHST" |

| Unknown route-map component "uhHST" |

| Unknown route-map component "uhHST" |

| Unknown route-map component "uhHST" |

|  | Unknown route-map component "uhSTR" |  | Unknown route-map component "utdCONTg" | Unknown route-map component "d" |

| Unknown route-map component "utCONTgq" | Unknown route-map component "uhKRZt" | Unknown route-map component "utSTRq" | Unknown route-map component "utdABZgr" | Unknown route-map component "d" |

|  | Unknown route-map component "cd" | Unknown route-map component "cd" + Unknown route-map component "uhSTR" | Unknown route-map component "uhvSTR+l-" | Unknown route-map component "utKRZh" | Unknown route-map component "uhCONTfq" |

| Unknown route-map component "d" | Unknown route-map component "c" + Unknown route-map component "lhSTR(r)" | Unknown route-map component "cd" + Unknown route-map component "uexvÜSTx" + Unknown route-map component "uvSTR" | Unknown route-map component "lhSTR(r)" | Unknown route-map component "utdACC" |

|  | Unknown route-map component "uhv-BHF-L" | Unknown route-map component "uhvBHF-R-" | Urban tunnel straight track | Unknown route-map component "d" |

| Unknown route-map component "cd" | Unknown route-map component "cd" + Unknown route-map component "uhSTR" + Unknown route-map component "hPORTALf" | Unknown route-map component "uhvSTR2-" | Unknown route-map component "utSTR3" + Unknown route-map component "uhSTRc3" |

|  | Unknown route-map component "utdSTR" + Unknown route-map component "utdSTRc2" | Unknown route-map component "utSTR3+1" + Unknown route-map component "uhSTRc1" | Unknown route-map component "uhCONT4" |

| Unknown route-map component "utv-STR+1" + Unknown route-map component "utv-STR" | Unknown route-map component "utSTRc4" | Unknown route-map component "d" |

| Unknown route-map component "utCONTf" |

Il capolinea nord della linea Astoria è una stazione con due binari ed una banchina ad isola, situata presso Ditmars Boulevard; a sud della stazione inizia il binario espresso centrale, attualmente non utilizzato. La stazione successiva, Astoria Boulevard che possiede tre binari e due banchine ad isola, è l'unica stazione espressa, le successive quattro sono infatti stazioni locali con due banchine laterali.
A sud di 39th Avenue, il binario centrale espresso si fonde con i due binari esterni, la linea curva quindi a ovest ed entra nella stazione di Queensboro Plaza, una stazione a due livelli; quello superiore è per i treni diretti verso nord, mentre quello inferiore è per i treni diretti verso sud e possiede anche un collegamento con la linea IRT Flushing, uno dei pochi tra la divisione IRT e quella BMT/IND. A sud di Queensboro Plaza, i binari si fondono con la 60th Street Tunnel Connection per dare origine alla linea BMT Broadway.

## Progetti
Nel 1920, uno studio della Transit Commission propose di estendere la linea a nord-est, attraverso o sotto le isole Randalls e Wards, verso Manhattan, presso 125th Street, seguendo più o meno il percorso dell'attuale ponte di Triborough.
All'inizio degli anni 2000, la Metropolitan Transportation Authority considerò di estendere la linea verso l'aeroporto LaGuardia, tuttavia nel giugno 2003 il progetto fu annullato a causa della forte opposizione dei residenti.